# Keleti-Fríz-szigetek
A Kelet-Fríz-szigetek (németül Ostfriesische Inseln, nyugatfrízül Eastfryske eilannen) szigetlánc az Északi-tengeren, Kelet-Frízföld partjainál, Alsó-Szászországban, Németországban. A szigetek mintegy a nyugat-keleti irányban 90 kilométerre nyúlnak el az Ems és Jade/Weser folyók torkolata között és 3,5-10   km-re távolságra vannak a parttól. A szigetek és a szárazföld között kiterjedt árapálysíkság található, amelyek a Watt-tenger részét képezik. A szigetek előtt Németország felségvize található, amely sokkal nagyobb területet foglal el, mint maguk a szigetek. A szigetek, a környező iszapos területek és a felségvizek (a Küstenmeer vor den ostfriesischen Inseln természetvédelmi terület) szoros ökológiai kapcsolatot alkotnak. A szigetcsoport az Alsó-Szászországi Watt-tengeri Nemzeti Park körülbelül 5%-át teszi ki. 
A legnagyobb területű sziget Borkum, amely a lánc nyugati végén található; a többi hat lakott sziget nyugatról keletre: Juist, Norderney a szigetek legnagyobb városával, Baltrum, Langeoog, Spiekeroog és Wangerooge. Négy másik kicsi, lakatlan sziget is van: Lütje Hörn Borkumtól keletre, Memmert és Kachelotplate Juistól délnyugatra, Minsener Oog, egy polderesített sziget Wangerooge-tól délkeletre, és Mellum a szigetlánc keleti végén, amely a német Szövetségi Természetvédelmi Hivatal határ felülvizsgálatát követően már nem a Kelet-Fríz-szigetekhez tartozik, hanem az Elba–Weser-háromszög (Watten im Elbe-Weser-Dreieck) iszapos területeihez. 

## Szigetek és homokpadok
Az alábbi táblázat alapvető információkat tartalmaz a szigetekről és a homokpadokról (Sandplaten). A lakatlan és lakatlan homokpadok sárga színnel vannak kiemelve. 
| Címer    | Sziget / Homokpad | Község                                | Járás                                 | Terület (km², 2004, 2005) | Szárazföldtől való távolság (km, 2004) | Népesség (fő, 2009. december 31.) | Népsűrűség (fő/km²) |
| -------- | ----------------- | ------------------------------------- | ------------------------------------- | ------------------------- | -------------------------------------- | --------------------------------- | ------------------- |
|          | Borkum            | Borkum                                | Leer                                  | 30,74                     | 10,5                                   | 5,186                             | 169                 |
|          | Kachelotplate     | község nélküli, járáshoz nem tartozik | község nélküli, járáshoz nem tartozik | nincs adat                | nincs adat                             | lakatlan                          | −                   |
|          | Lütje Hörn        | lakatlan sziget                       | Leer                                  | 0,1                       | 12,5                                   | lakatlan                          | −                   |
|          | Memmert           | Memmert¹                              | Aurich                                | 4,3                       | 13                                     | lakatlan                          | −                   |
|          | Juist             | Juist község                          | Aurich                                | 16,43                     | 8                                      | 1,696                             | 103                 |
|          | Norderney         | Norderney város                       | Aurich                                | 26,29                     | 3                                      | 5,810                             | 221                 |
|          | Baltrum           | Baltrum                               | Aurich                                | 6,5                       | 4,5                                    | 488                               | 75                  |
|          | Langeoog          | Langeoog                              | Wittmund                              | 19,67                     | 5                                      | 1,953                             | 99                  |
|          | Spiekeroog        | Spiekeroog                            | Wittmund                              | 18,25                     | 6,5                                    | 781                               | 43                  |
|          | Wangerooge        | Wangerooge                            | Friesland                             | 7,94                      | 6,5                                    | 923                               | 116                 |
|          | Minsener Oog      | Butjadingen²                          | Wesermarsch                           | 2,2                       | 3,5                                    | lakatlan                          | −                   |
|          | Mellum³           | Butjadingen²                          | Wesermarsch                           | 4,9                       | 6                                      | lakatlan                          | −                   |
| Összesen | Összesen          | Összesen                              | Összesen                              | 134,35                    | −                                      | 16,837                            | 129                 |

## Fordítás
Ez a szócikk részben vagy egészben  az   East Frisian Islands című angol Wikipédia-szócikk ezen változatának fordításán alapul.  Az eredeti cikk szerkesztőit annak laptörténete sorolja fel. Ez a jelzés csupán a megfogalmazás eredetét és a szerzői jogokat jelzi, nem szolgál a cikkben szereplő információk forrásmegjelöléseként.

## Külső hivatkozások
- Alsó-Szászországi Watt-tengeri Nemzeti Park (németül)